# 법과 군주
《법과 군주》(Lex, Rex)는 1644년에 출판된 사무엘 러더퍼드의 책이다. 정부의 한계와 헌법주의에 대해 논한 사무엘 러더퍼드의 책에서 나왔다. 이 책에 대한 저자의 명성은 신명기 17장에 근거하고 있는데, 사회계약으로 가는 효시로 권력의 분립과 협약으로서의 개념에 근거하여, 인치 보다는 법치를 지향한다. 이는 후에 토마스 홉스나 존 로크와 같은 정치철학자들의 사상과, 미국과 같은 현대정치체제의 기반이 되었다. 영국의 왕정복고운동 이후에 당국은 이 책을 불태웠고, 사회적 영향을 막고자, 저자에게 반역죄를 적용했다.

## 같이 보기
- 자연법
- 법치주의